# Stanisław Bartoszek
Stanisław Bartoszek (ur. 25 sierpnia 1947 w Tarnobrzegu, zm. 5 grudnia 2015) – polski prawnik, polityk, urzędnik państwowy, poseł na Sejm II kadencji.

## Życiorys
Ukończył w 1983 studia na Wydziale Prawa i Administracji Uniwersytetu Marii Curie-Skłodowskiej w Lublinie. Od 1980 był zatrudniony w przedsiębiorstwie komunalnym w Stalowej Woli.
Był członkiem Związku Młodzieży Wiejskiej, a w 1970 wstąpił do Zjednoczonego Stronnictwa Ludowego, którego w 1978 był pracownikiem etatowym. Został wykluczony z partii za „brak wykrystalizowanego światopoglądu materialistycznego”. W 1989 przystąpił do Polskiego Stronnictwa Ludowego (wilanowskiego), które w 1990 współtworzyło Polskie Stronnictwo Ludowe. W 1992 zasiadł w radzie naczelnej tej partii. Od 1993 do 1997 pełnił funkcję posła na Sejm II kadencji wybranego z ramienia w okręgu tarnobrzeskim. W latach 1999–2006 zasiadał w Kolegium Instytutu Pamięci Narodowej (został zgłoszony przez grupę posłów PSL, AWS, KPN-Ojczyzna, ROP i Porozumienia Polskiego). W 2007 posłowie PSL i PO zgłosili jego kandydaturę na następną kadencję, jednak nie uzyskała ona większości w głosowaniu.
Zmarł 5 grudnia 2015. Został pochowany na Cmentarzu Komunalnym w Stalowej Woli.
Odznaczony Złotym Krzyżem Zasługi (1999).